# Dialeurotrachelus cambodiensis
Dialeurotrachelus cambodiensis es un hemíptero de la familia Aleyrodidae, subfamilia Aleyrodinae.
Dialeurotrachelus cambodiensis fue descrita científicamente por primera vez por Takahashi en 1942.